# Balthasar Menz der Jüngere

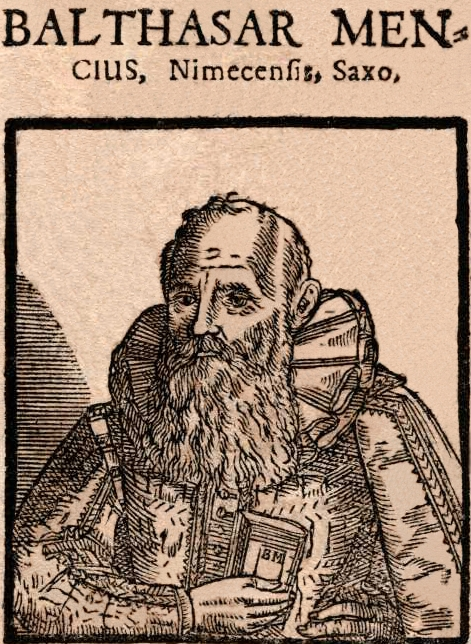
Balthasar Menz der Jüngere

Balthasar Menz der Jüngere (* um 1537 in Niemegk; † 1. Februar 1617 in Wittenberg) war ein deutscher Historiker, Chronist und kaiserlicher Poeta laureatus.

## Leben und Wirken
Der Sohn von Balthasar Menz dem Älteren und seiner ersten Frau Barbara Jäger, besuchte die Schule in Magdeburg, welche Schule als Altstädter Gymnasium einen hohen Ruf in der Wissenschaftswelt seiner Zeit erlangen sollte. Am 16. Januar 1565 immatrikulierte er sich an der Universität Wittenberg, wo er sich am 9. März 1574 den akademischen Grad eines Magisters der Philosophie erwerben sollte. In Wittenberg hielt er Vorlesungen und unternahm eine Bildungsreise, die ihn an verschiedene Universitätsstandorte führte. Nachdem er sich die kaiserliche Dichterkrone erworben hatte, kehrte er zurück nach Wittenberg, wurde er am 18. Oktober 1575 Adjunkt an der philosophischen Fakultät und war 1580 Dekan der Einrichtung.
Nachdem er sich durch literarische Schriften auf dem Gebiet der Geschichte hervorgetan hatte, soll er 1606 eine ordentliche Professur an der philosophischen Fakultät erhalten haben. Seine Schriften behandeln vorwiegend historische Erkenntnisse seiner Zeit. Ganz im Stil des Nikolaus Leutinger, hat er sich neben der Geschichte der Potentaten Sachsens, als Zeitzeuge der Kirchengeschichte Wittenbergs etabliert. Zudem ist er in seinen Werken auch als Formschneider in Erscheinung getreten. Nachhaltig blieb vor allem sein Werk „Syntagma Epitaphorum...“. Das Werk ist in vier Teile untergliedert. Darin beschreibt er die Grabstätten Wittenbergs als Denkmäler der Geschichte Sachsens. Noch heute werden seine Werke mit einer gewissen kontextsensitiven Distanz, von den geschichtlichen Werken der Jetztzeit referenziert.
Zu seinem nachhaltigen Andenken haben unter anderem seine Schnitte beigetragen. So hatte er sämtliche sächsische Fürsten in ihrem Habit dargestellt. Als Vorlage diente die von Friedrich dem Weisen 1505 errichtete Ahnengalerie im Schloss Wittenberg. Da diese im Jahre 1760 vollständig zerstört wurde, sind seine Überlieferungen umso wertvoller geworden in den analytischen, nach hermeneutischen Erkenntnissen, beruhenden Geschichtswissenschaften. Gerade als Zeitzeuge der theologischen Auseinandersetzungen im Kurfürstentum Sachsen, hat er genügend Quellen hinterlassen, die bis heute keine ausreichenden Bewertungen fanden, dennoch aber ohne Zweifel wichtig sind. So sind in diesem Kontext nicht nur die Schilderungen Martin Luthers und Philipp Melanchthons interessant. Sondern als Kenner der persönlichen Verhältnisse von Paul Eber, Johannes Bugenhagen der Jüngere, Friedrich Widebrand erschließt selbst heute ein neuer Blickwinkel.

## Werkauswahl

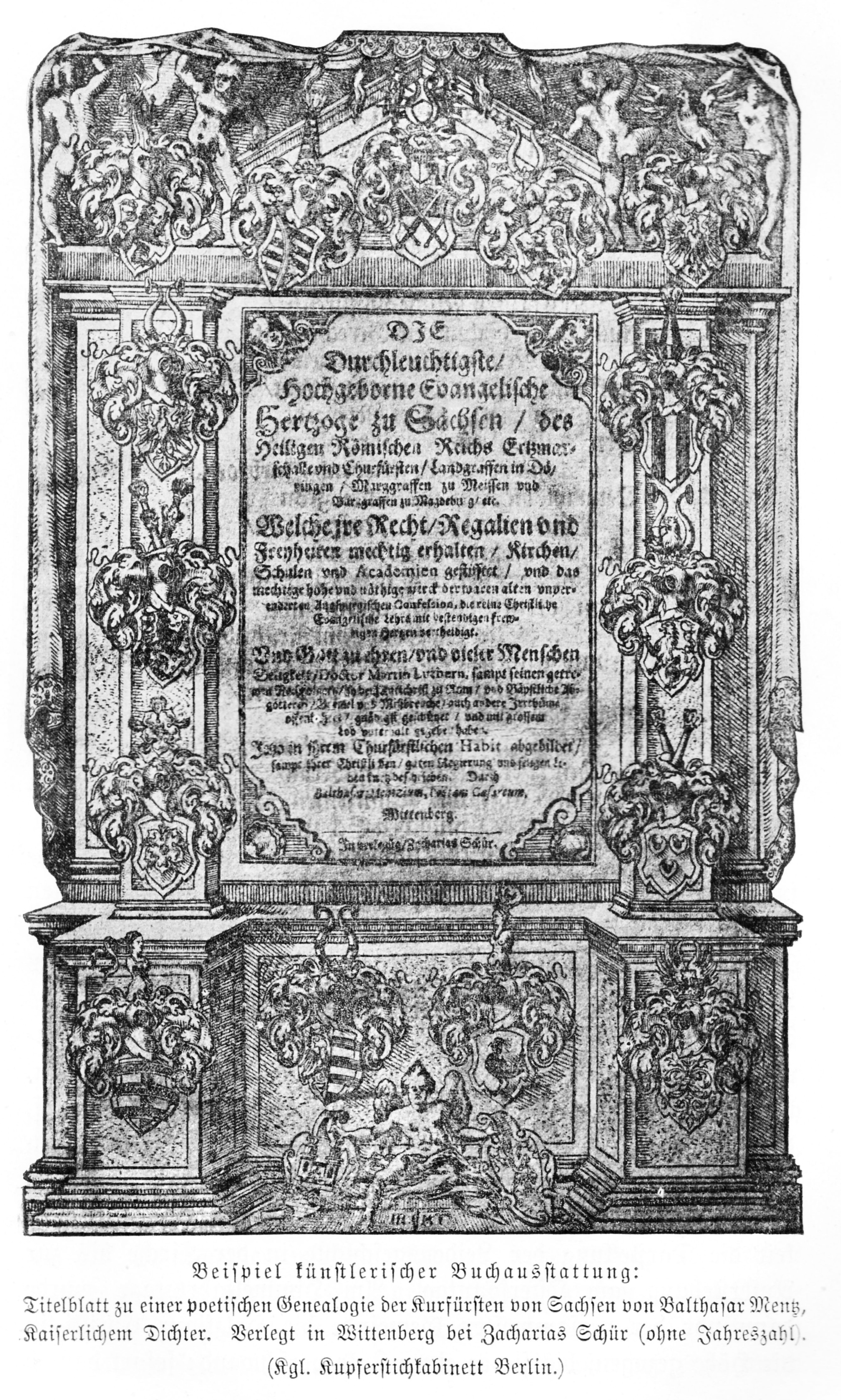
Titelblatt einer poetischen Genealogie der Kurfürsten von Sachsen

- Elogia præcipuorum doctorum ac professorum theologiæ in academia Witebergensi. Schmidt, Wittenberg 1606. (Digitalisat)
- Itinera sex Ducum & Electorum Saxoniae in Italiam, Palestinam & terram sanctem. Wittenberg 1612
- Historicam narrationem de septem Electoribus Saxoniae & uno Prolectore, qui Academiiam bergensem condiderunt. Wittenberg 1611
- Decanatum Wittenbergensem. Wittenberg 1606
- Vom Ursprung und Herkommen der Chur und Fürstlichen Heuser Sachsen, Brandenburg, Anhalt und Lawenburg, samt etlichen derselben Bildnüssen wie sie im Schloß zu Wittenberg zu finden. Verlag Georg Müller, Wittenberg, 1598
- Baltharis Mentzii P. C. Stammbuch Dorinnen vermeldet wie das Königreich zu Sachsen ein Herzogthumb worden, die Religion und Herrschaft geendert und dann der Keyser König Großherzoge Chur und Fürstenankufft Leben, End- und Bildnussen. Verlag Paul Helwig, Wittenberg 1601
- Historica Narratio de Septem Electoribus. Frankfurt 1577
- Syntagma Epitaphiorum Quae in Inclyta. Magdeburg 1604
- Testimonia ex sor. Melanchthonis collecta. 1584